# ماركوس نيلسون
ماركوس نيلسون (بالسويدية: Marcus Nilsson)‏ (و. 1988  م) هو لاعب كرة قدم، من السويد، ولد في هلسينغبورغ، يلعب كمُدَافِع.

## روابط خارجية
- ماركوس نيلسون على موقع اتحاد السويد (السويدية)
- ماركوس نيلسون على موقع دوري كوريا الجنوبية (الإنجليزية)
- ماركوس نيلسون على موقع قاعدة بيانات كرة القدم.إي يو (الإنجليزية)
- ماركوس نيلسون على موقع Soccerway.com (الإنجليزية)
- ماركوس نيلسون على موقع عالم كرة القدم.نت (الإنجليزية)